# .sh
.sh è il dominio di primo livello nazionale assegnato a Sant'Elena, Ascensione e Tristan da Cunha.
DeviantArt ha registrato il dominio sta.sh.

## Domini di secondo livello
Sono disponibili i seguenti domini di secondo livello:
- .gov.sh
- .edu.sh
- .co.sh
- .com.sh
- .net.sh
- .nom.sh
- .org.sh